# Indotyphlidae
A Indotyphlidae a kétéltűek (Amphibia) osztályába és a lábatlan kétéltűek (Gymnophiona) rendjébe tartozó család. A nemeket és fajokat 2014-ben morfológiai és molekuláris vizsgálatok eredményeként választották le a féreggőtefélék (Caeciliidae) családjából.

## Rendszerezés
A családba az alábbi nemek és fajok tartoznak.
- Gegeneophis Peters, 1880 – 12 faj
  - Gegeneophis carnosus
  - Gegeneophis danieli
  - Gegeneophis goaensis
  - Gegeneophis krishni
  - Gegeneophis madhavai
  - Gegeneophis mhadeiensis
  - Gegeneophis orientalis
  - Gegeneophis pareshi
  - Gegeneophis primus
  - Gegeneophis ramaswamii
  - Gegeneophis seshachari
  - Gegeneophis tejaswini

- Grandisonia Taylor, 1968 – 3 faj
  - Grandisonia alternans
  - Grandisonia larvata
  - Grandisonia sechellensis

- Hypogeophis Peters, 1880 – 4 faj
  - Hypogeophis brevis
  - Hypogeophis montanus
  - Hypogeophis pti
  - Hypogeophis rostratus

- Idiocranium Parker, 1936 – 1 faj
  - Idiocranium russeli

- Indotyphlus (Taylor, 1960) – 2 faj
  - Indotyphlus battersbyi
  - Indotyphlus maharashtraensis

- Praslinia (Taylor, 1909) – 1 faj
  - Praslinia cooperi